# Зовнішній вигляд
Зовнішній вигляд об'єктів визначається через те яким чином вони відбивають і передають світло. Колір об'єктів зумовлений частинами спектру світла які відбиваються або передаються без поглинання. Додаткові атрибути зовнішнього вигляду об'єктів основані на спрямованому розподілі відбитого (Двопроменева функція відбивної здатності) або переданого світла (BTDF). Вони описуються такими атрибутами як глянцеві, блискучі чи тьмяні, матові, прозорі, мутні, ясні, і т. д.